# Artasat
Artasat (örményül: Արտաշատ) város Örményországban, Ararat tartomány székhelye. Jerevántól 30 km-re délkeletre fekszik az Araksz folyó mentén az Ararát-völgyben. Az ország egyik legrégibb városa, az Örmény Királyság fővárosa is volt. A jelenlegi modern városközpont 5 km-re északnyugatra fekszik történelmi Artasattól, lakosainak száma 25 300.

## Történelme
I. E. 176-ban építteti I. Artashes király. 
Plutarkhosz azt írja,  hogy Hannibal tőle kér tanácsot a Római Birodalom ellen.  Artashes sok jó tanáccsal látta el.
449-ben, közvetlenül az Avarayr-csata előtt a városban volt az "Artashat Tanács", ahol a keresztény örmény politikai és vallási vezetők gyűltek össze, hogy megvitassák II . Yazdegerd perzsa szasszanida király fenyegetéseit.
A szovjet idők alatt,  1945-ben épül az új város,  a régitől 8 km-re. Ipari csomóponttá növi ki magát.
1955-Az Ararat tartomány központja lett.